# براء عوض الله مروان
براء عوض الله مروان وُلِدَت في 21 كانون الأول/ديسمبر 1991م في إربد. هي عدَّاءة أردنية للمَسافات المُتَوَسّطة. مَثَّلَت الأردن في دَورة الألعاب الأولمبية الصيفية 2008م والتي عُقِدت في بكين، حَيثُ تَنافَسَت في مسابقة 800 متر للنساء. رَكَضَت براء في السباق ضد سِتة رياضيين آخرين، بما في ذلك الروسية سفيتلانا كلييوكا، والتي غابَت تَقريباً مِن مَنَصة الميدالية في النهائي. أنهت براء السِّباق في المركز الأخير قَبل خَمسة عشرَ ثانية بعد الأُسترالية مادلين بيب، مع الوَقت الشَّخصي والمَوسِمي الأفضل من 2:18-41. ومع ذلك، فقد أخفقت بَراء في التَّقدم إلى الدَّور نصف النهائي، لأنها وُضعت السابعة والثلاثين بشكل عام، كانَت في المَرتبة الأبعَد من ثَلاثِ فَتحات إلزامية للجَولة التالية. وتم ترقيَتها في نهاية المطاف إلى مرتبة أعلى عموماً، وذلك عندما تم استُبعِاد فانجا بيريسيتش الكرواتية لِفَشِلها في اختبار المُنَشّطات.

## روابط خارجية
- براء عوض الله مروان على موقع الاتحاد الدولي لألعاب القوى (الإنجليزية)
- براء عوض الله مروان على موقع أوليمبيديا (الإنجليزية)